# Président de la Commission de l'Union africaine
Le président de la Commission de l'Union africaine dirige la Commission de l'Union africaine, un des principaux organes de l'Union africaine. Cette fonction, établie en même temps que l'Union elle-même le 9 juillet 2002, a succédé à celle de secrétaire général de l'OUA. Le titulaire est élu pour un mandat de quatre ans par la Conférence des chefs d'État et de gouvernement de l'UA.

## Listes des présidents
| Nom                    | Investiture       | Fin du mandat     | Nationalité    | Note                  |
| ---------------------- | ----------------- | ----------------- | -------------- | --------------------- |
| Amara Essy             | 9 juillet 2002    | 16 septembre 2003 | Côte d'Ivoire  | président intérimaire |
| Alpha Oumar Konaré     | 16 septembre 2003 | 28 avril 2008     | Mali           |                       |
| Jean Ping              | 28 avril 2008     | 15 octobre 2012   | Gabon          |                       |
| Nkosazana Dlamini-Zuma | 15 octobre 2012   | 30 janvier 2017   | Afrique du Sud |                       |
| Moussa Faki            | 30 janvier 2017   | 15 février 2025   | Tchad          |                       |
| Mahamoud Ali Youssouf  | 15 février 2025   |                   | Djibouti       |                       |

## Sources

## Compléments